# Лісове насадження вікових дубів
Лісове насадження вікових дубів — ботанічна пам'ятка природи місцевого значення. Об'єкт розташований на території Черкаського району Черкаської області, квартал 44 виділ 43 Свидівського лісництва.
Площа — 4,1 га, статус отриманий у 1972 році.